# フラムーラ
フラムーラ(イタリア語: Framura)は、イタリア共和国リグーリア州ラ・スペツィア県にある、人口約700人の基礎自治体（コムーネ）。

## 地理

### 位置・広がり

#### 隣接コムーネ
隣接するコムーネは以下の通り。
- ボナッソーラ
- カッローダノ
- デイヴァ・マリーナ
- レヴァント

### 地震分類
イタリアの地震リスク階級 (it) では、3 に分類される
。

## 文化・観光
「イタリアの最も美しい村」クラブ加盟コムーネである。

## 行政

### 分離集落
フラムーラには、以下の分離集落（フラツィオーネ）がある。
- Anzo, Castagnola, Costa, Ravecca, Setta (sede comunale)